# Jay-Z
Шон Кори Картер (англ. Shawn Corey Carter; род. 4 декабря 1969 года, Бруклин, Нью-Йорк), более известный под сценическим псевдонимом Jay-Z (с англ. — «Джей-Зи») — американский рэпер, автор песен, музыкальный продюсер, исполнительный продюсер и предприниматель. В ходе своей карьеры использовал различное написание своего псевдонима: Jaÿ-Z, Jay Z и Jay:Z. Он является основателем и совладельцем лейбла Roc-A-Fella Records, а также бывшим генеральным директором лейбла Def Jam Recordings, является совладельцем 40/40 Club, основателем линии одежды Rocawear и совладельцем клуба НБА — Бруклин Нетс.
Jay-Z родился и вырос в Нью-Йорке. Известный как «Jazzy» в своём районе, Картер позже взял себе сценическое имя «Jay-Z» в честь своего наставника Jaz-O, с которым он записал несколько треков в конце 80-х годов. После окончания контракта Jay-Z стал уличным торговцем, при этом появляясь на треках Big Daddy Kane и группы Original Flavor. Jay-Z выпустил 13 альбомов, которые получили в целом положительный приём критиков и коммерческий успех, включая The Blueprint (2001) и The Black Album (2003). Jay-Z также выпустил совместные альбомы The Best of Both Worlds (2002) и Unfinished Business (2004) с R. Kelly, Collision Course (2004) с Linkin Park, Watch the Throne (2011) с Kanye West и Everything Is Love (2018) с женой Beyoncé.
Jay-Z считается одним из величайших рэперов всех времён. Он был признан музыкальными изданиями Billboard и Rolling Stone как один из «100 величайших артистов всех времён». В 2017 году он стал первым рэпером, который был удостоен чести в «Зале славы авторов песен», а в 2018 году получил памятную награду «Salute to Industry Icons» на 60-й церемонии «Грэмми». В общей сложности он выиграл 22 премии «Грэмми», в основном, в качестве рэпера, и является рекордсменом по количеству альбомов, занимавших первое место в чарте Billboard 200 американского журнала Billboard.
Jay-Z является одним из самых продаваемых музыкальных исполнителей всех времён с более чем 100 миллионами записей, проданных по всему миру. В июне 2019 года журнал Forbes оценил его состояние в 1 миллиард долларов, что сделало его самым богатым хип-хоп исполнителем и третьим самым богатым афроамериканцем. По состоянию на апрель 2021 года состояние Jay-Z оценивается в $1,4 млрд.
Вне своей музыкальной карьеры Jay-Z также добился значительного успеха и внимания средств массовой информации за свою карьеру в качестве бизнесмена. В 1999 году он основал компанию по продаже одежды Rocawear, а в 2003 году он основал сеть роскошных спортивных баров 40/40 Club. Оба бизнеса выросли до многомиллионных корпораций и позволили Jay-Z финансировать запуск развлекательной компании Roc Nation, которая была основана в 2008 году. В 2015 году он приобрёл технологическую компанию Aspiro, и взял на себя ответственность за их потоковый сервис мультимедиа Tidal, который с тех пор стал третьей по величине в мире компанией, занимающейся потоковым онлайн-вещанием
В 2019 году вошёл в список самых высокооплачиваемых музыкантов года по версии журнала Forbes. Заработанная сумма за год составила $81 млн, это шестое место в рейтинге.
В 2023 году редакция журнала Billboard назвала Jay-Z величайшим рэпером всех времён за его выдающийся вклад в рэп-индустрию.

## Биография
Jay Z родился в Бруклине. Его отец ушёл из семьи, когда он был ещё ребёнком. Шон Картер был известнен как Jazzy, что позже превратилось в Jay-Z. В процессе он сменил несколько имен: Jiggaman, HOV и Hova.
Начал записываться в начале 1990-х, выступал вместе с рэперами Big Daddy Kane и The Notorious B.I.G. Его исполнительская манера была практически целиком основана на экспромте. Зная, что звукозаписывающие компании эксплуатируют артистов, Jay Z с Дэймоном Дэшем (Damon Dash) и Кариимом «Biggs» Берком организовывают свой лейбл Roc-a-Fella Records (слово Roc взято от фамилии Rockefeller). В 1995 году они организовали Roc-A-Fella Enterprises. В группу компаний входят:
- Roc-A-Fella Records (звукозаписывающий рэп лейбл)
- Roc-A-Fella Films (кинопроизводство)
- Roc-A-Wear (производство и продажа хип-хоп одежды, основано в 1999)
- Team Roc
- Roc World.

В 1995 году вместе с друзьями Дэймоном Дэшом и Каримом «Биггс» Берком он создал лейбл Roc-a-Fella Records, на котором спустя год выпустил свой дебютный студийный альбом Reasonable Doubt. Альбом был выпущен с большим успехом и укрепил его позиции в музыкальной индустрии.
4 ноября 1997 года, вышел второй альбом Jay-Z — In My Lifetime, Vol. 1. В начале 98-го альбом получил платиновый статус. В отличие от Reasonable Doubt, на In My Lifetime, Vol. 1 преобладает глянцевый звук, который был рассчитан на большой успех в мейнстриме. Сам рэпер уходил от тематики мафиозо-рэпа в сторону своего собственно бахвальства. Критики положительно восприняли этот релиз, отметив отличное сочетание жесткого рэпа с поп-ориентированным звуком.
29 сентября 1998 года вышел третий альбом Jay-Z — Vol. 2... Hard Knock Life. Этот альбом самый коммерчески успешный в карьере Jay-Z. Он является 5 раз платиновым, а всего в США продано более 5,5 миллионов копий. Это также последняя пластинка Jay-Z, в которой принял участие его учитель — Big Jaz, ранее известный как Jaz-O. Рэпер стал более музыкальным и избирательным в плане звучания. Здесь как поп-хиты, так и более жесткие темы. Рэпер полностью отказался от помощи с лейбла Bad Boy, которые сильно смягчали его звук. Он позвал более разнообразную команду и не прогадал. Релиз пришелся по вкусу абсолютно разным слоям населения. Vol. 2... Hard Knock Life — настоящий пример для подражания всему мейнстрим-рэпу. В 1999-м году Jay-Z получил награду Грэмми за эту пластинку в номинации «Лучший рэп-альбом».
28 декабря 1999 года вышел четвёртый альбом Jay-Z — Vol. 3... Life and Times of S. Carter. В феврале 2001 года альбом получил трижды платиновый статус. Эта пластинка ознаменовала возвращение Jay-Z к более уличному звуку, который доминировал на его дебютнике «Reasonable Doubt». Многие критики и слушатели сошлись во мнении, что Vol. 3... Life and Times of S. Carter лучший альбом Jay-Z, которым он подтвердил свой статус одного из самых интересных MC в истории. Jay-Z продемонстрировал свой флоу и впечатляющие рифмы.
Ещё в 1999 году Джей-Зи читал рэп в песне в клипе Мэрайи Кэри «Heartbreaker», которая возглавила Billboard Hot 100. В 2003 году Джей-Зи вернулся на вершину поп-чартов США с треком «Crazy in Love», записанным совместно с его подругой, а ныне супругой Бейонсе.

## Личная жизнь

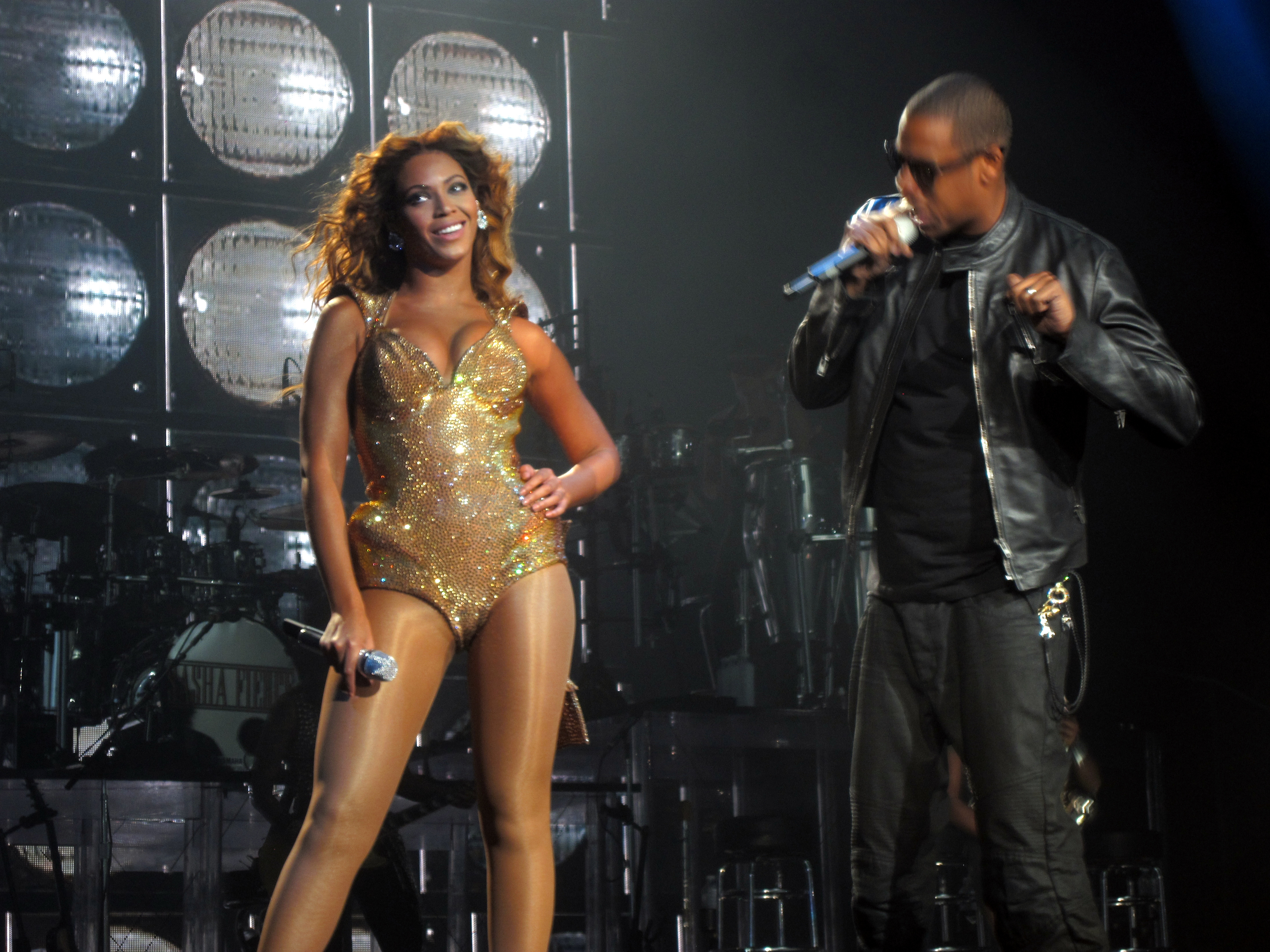
Джей-Зи и Бейонсе исполняют «Crazy in Love» 15 ноября 2009 года.

Джей-Зи женат на американской поп-певице Бейонсе. В 2002 году они работали над песней «’03 Bonnie & Clyde». Джей-Зи также появился в знаменитом сингле Бейонсе «Crazy in Love» из её дебютного альбома Dangerously in Love. Участвовал в создании песен «Déjà Vu» и «Upgrade U» из альбома B’Day. В клипе на последнюю песню Бейонсе юмористически переиграла его поведение. Бейонсе утверждает, что отсутствие публичного обсуждения их личной жизни помогло им. Они поженились 4 апреля 2008 года. Несмотря на измены и слухи об изменах Джея Зи в течение этих отношений и брака, певица поддерживает статус счастливой семьи.
В мае 2020 года 28-летняя девушка из города Мэриленд по имени Ла`Тиша Мэйсер опубликовала в инстаграме ряд постов, в которых утверждает, что является старшей внебрачной дочерью Jay-Z. По её словам, об этом «знает весь город». В подтверждение своих слов она выложила в сеть сравнительные фото рэпера и себя самой. Слова Мэйсер поддерживает её родная тётя, которая утверждает, что познакомила Джея и мать Ла`Тиши и «не раз зависала вместе с ними».
- дочь Блю Айви Картер (род. 7 января 2012)[28]
- дочь Руми Картер (род. 12 июня 2017 года)
- сын Сэр Картер (род. 12 июня 2017 года).

## Музыкальный стиль

### Влияние
По словам Джей-Зи, впервые к музыке его расположила коллекция пластинок родителей, состоявшая в основном из соул-исполнителей, таких как Марвин Гэй и Донни Хатауэй. Джей-Зи сказал: «Я вырос на музыке, слушая совершенно разных исполнителей… Мне нравится музыка, в которую вложили душу, будь то рэп, R&B, поп-музыка, что угодно. Пока в песне чувствуется душа, я буду её слушать.» Рэпер часто берёт за основу сниппеты из подобных треков. Таким образом, фрагмент песни Kanye West’а стал началом The Blueprint.

### Рэп-стиль
В книге Royce da 5'9" и Fredro Starr из группы Onyx How to Rap акцентируется внимание на флоу Джей-Зи — Starr пишет, что рэпер — «мастер читки, он может читать как очень быстро, так и медленно». Ранний стиль подачи Джей-Зи в журнале Vibe объявляется очень похожим на то, как это делает американская рэп-группа Das EFX.

## Дискография
Сольные альбомы
| Год  | Название                                                                                        | Позиции в чартах | Позиции в чартах | Позиции в чартах | Позиции в чартах | Продажи |
| Год  | Название                                                                                        | U.S.             | U.S. R&B         | CAN              | UK               | Продажи |
| ---- | ----------------------------------------------------------------------------------------------- | ---------------- | ---------------- | ---------------- | ---------------- | --- |
| 1996 | Reasonable Doubt - Дата выхода: 25 июня 1996 - Лейбл: Roc-A-Fella/Priority                      | 23               | 3                | —                | 140              | Сертификация RIAA: Platinum Продано в США: 1,5 млн (недоступная ссылка с 12-08-2013 [4391 день] — история, копия)    |
| 1997 | In My Lifetime, Vol. 1 - Дата выхода: 4 ноября 1997 - Лейбл: Roc-A-Fella/Def Jam                | 3                | 2                | 36               | —                | Сертификация RIAA: Platinum Продано в США: 1,4 млн.                                                                  |
| 1998 | Vol. 2… Hard Knock Life - Дата выхода: 29 сентября 1998 - Лейбл: Roc-A-Fella/Def Jam            | 1                | 1                | 13               | 109              | Сертификация RIAA: 5x Platinum Продано в США: 5,7 млн.                                                               |
| 1999 | Vol. 3… Life and Times of S. Carter - Дата выхода: 28 декабря 1999 - Лейбл: Roc-A-Fella/Def Jam | 1                | 1                | 8                | 155              | Сертификация RIAA: 3x Platinum (недоступная ссылка с 12-08-2013 [4391 день] — история, копия) Продано в США: 3 млн.  |
| 2000 | The Dynasty: Roc La Familia - Дата выхода: 25 октября 2000 - Лейбл: Roc-A-Fella/Def Jam         | 1                | 1                | 5                | 86               | Сертификация RIAA: 2x Platinum Продано в США: 2,5 млн (недоступная ссылка с 12-08-2013 [4391 день] — история, копия) |
| 2001 | The Blueprint - Дата выхода: 11 сентября 2001 - Лейбл: Roc-A-Fella/Def Jam                      | 1                | 1                | 3                | 30               | Сертификация RIAA: 2x Platinum Продано в США: 2,2 млн (недоступная ссылка с 12-08-2013 [4391 день] — история, копия) |
| 2002 | The Blueprint²: The Gift & the Curse - Дата выхода: 12 ноября 2002 - Лейбл: Roc-A-Fella/Def Jam | 1                | 1                | 8                | 23               | Сертификация RIAA: 3x Platinum Продано в США: 3 млн.                                                                 |
| 2003 | The Black Album - Дата выхода: 14 ноября 2003 - Лейбл: Roc-A-Fella/Def Jam                      | 1                | 1                | 12               | 34               | Сертификация RIAA: 3x Platinum Продано в США: 3,3 млн (недоступная ссылка с 12-08-2013 [4391 день] — история, копия) |
| 2006 | Kingdom Come - Дата выхода: 21 ноября 2006 - Лейбл: Roc-A-Fella/Def Jam                         | 1                | 1                | 6                | 35               | Сертификация RIAA: 3x Platinum Продано в США: 3 млн (недоступная ссылка с 12-08-2013 [4391 день] — история, копия)   |
| 2007 | American Gangster - Дата выхода: 6 ноября 2007 - Лейбл: Roc-A-Fella/Def Jam                     | 1                | 1                | 3                | 30               | Сертификация RIAA: Platinum Продано в США: 1,2 млн                                                                   |
| 2009 | The Blueprint 3 - Дата выхода: 10 сентября 2009 - Лейбл: Roc Nation/Atlantic Records            | 1                | 1                | 1                | 4                | Сертификация RIAA: Platinum Продано в США: 1,7 млн                                                                   |
| 2013 | Magna Carta Holy Grail - Дата выхода: 4 июля 2013 - Лейбл: Roc-A-Fella, Roc Nation, IDJMG       | 1                | 1                | 1                | 1                | Сертификация RIAA: 2× Platinum                                                                                       |
| 2017 | 4:44 - Дата выхода: 30 июня 2017 - Лейбл: Roc Nation                                            | 1                | —                | 1                | 3                | Сертификация RIAA: Platinum                                                                                          |

Совместные альбомы
- 2002 — The Best of Both Worlds (с Ар Келли)
- 2004 — Unfinished Business (с Ар Келли)
- 2004 — Collision Course (с Linkin Park)
- 2011 — Watch the Throne (с Канье Уэст)
- 2018 — Everything Is Love (с Бейонсе)

## Фильмография
| Фильм                                                     | Год  |
| --------------------------------------------------------- | ---- |
| Streets Is Watching                                       | 1998 |
| Задний план                                               | 2000 |
| Пожизненный срок                                          | 2002 |
| Бумажные солдаты                                          | 2002 |
| Уход в чёрное                                             | 2004 |
| Diary of Jay-Z: Water for Life                            | 2006 |
| Короткометражный фильм «NY-Z» о концерте Jay-Z в New-York | 2010 |

## Компьютерные игры
В 2011 году песня Джей-Зи «99 Problems» из альбома The Black Album была использована в качестве саундтрека одного из трейлеров игры Battlefield 3.
В 2012 году Джей-Зи выступил исполнительным продюсером игры NBA 2K13 и лично отобрал треки для саундтрека.
Его песни «Trouble» и «Dead Presidents II» присутствуют в видеоигре Grand Theft Auto V на радиостанциях West Coast Classics и Blonded Los Santos 97.8 FM.